# Ampelos
Ampelos (grško: Αμπελος = vino) je bil v grški mitologiji mladi satir, eromen Dioniza. Kot je Dioniz predvidel, je mladeniča ubil bik. Po smrti  je Ampelosa spremenil v vinski grozd, iz njegove krvi pa naredil vino.